# Ch'oe Hang
 (signalé en mai 2025).
Si vous disposez d'ouvrages ou d'articles de référence ou si vous connaissez des sites web de qualité traitant du thème abordé ici, merci de compléter l'article en donnant les références utiles à sa vérifiabilité et en les liant à la section « Notes et références ».
- Archive Wikiwix
- Bing
- Cairn
- DuckDuckGo
- E. Universalis
- Gallica
- Google
- G. Books
- G. News
- G. Scholar
- Persée
- Qwant
- (zh) Baidu
- (ru) Yandex
- (wd) trouver des œuvres sur Wikidata

Ch'oe Hang (hangeul : 최항 ; hanja : 崔沆 ; RR : Choe Hang), est un chef militaire coréen né en 1209 et mort le 17 mai 1257. C'est l'un des chefs du Régime militaire du Koryŏ, et règne de 1249 à 1257.